# دوري هونغ كونغ لكرة القدم 1950–51
دوري هونغ كونغ لكرة القدم 1950–51 هو الموسم 6 من دوري هونغ كونغ لكرة القدم ‏. كان عدد الأندية المشاركة فيه 12، وفاز فيه نادي جنوب الصين.